# Сент Лион (Индијана)
Сент Лион (енгл. St. Leon) град је у америчкој савезној држави Индијана.

## Демографија
По попису из 2010. године број становника је 678, што је 291 (75,2%) становника више него 2000. године.
| Група             | 2000.       | 2010.       |
| Белци             | 386 (99,7%) | 663 (97,8%) |
| Афроамериканци    | 0 (0,0%)    | 1 (0,1%)    |
| Азијати           | 1 (0,3%)    | 4 (0,6%)    |
| Хиспаноамериканци | 0 (0,0%)    | 2 (0,3%)    |
| Укупно            | 387         | 678         |